# アウダックス・リオデジャネイロEC

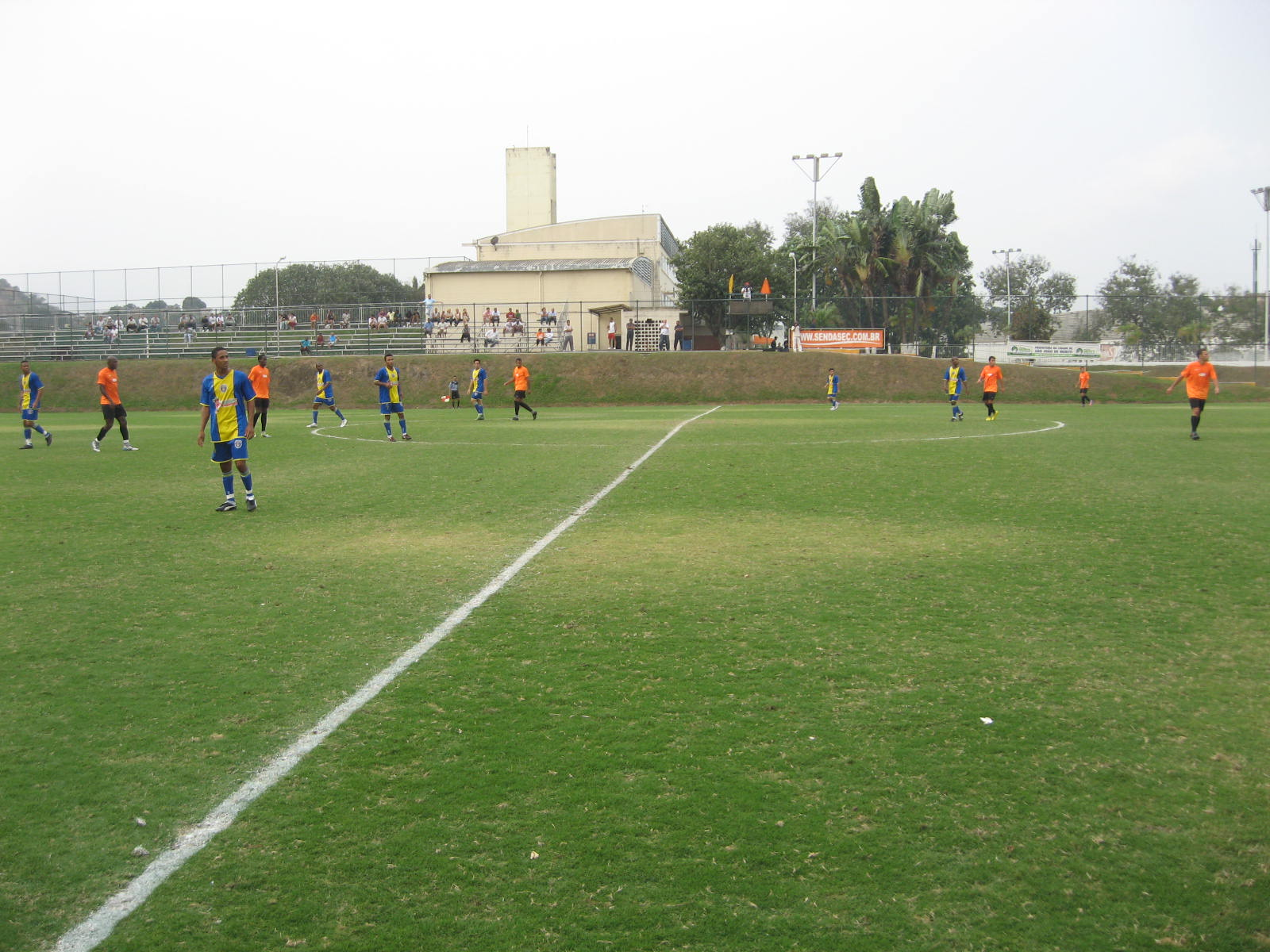
エスタジオ・アルトゥール・センダス

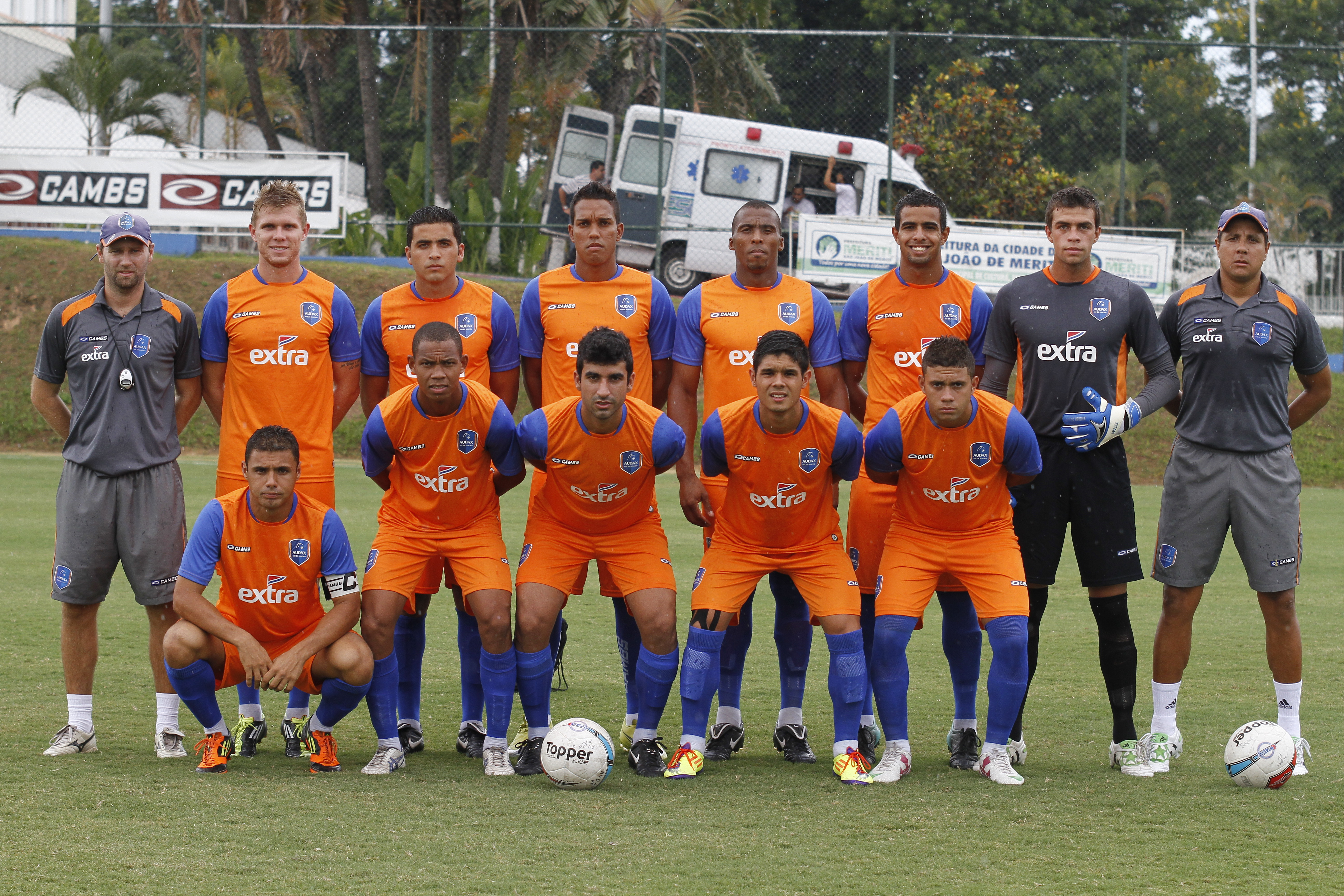
2012年の所属選手

アウダックス・リオデジャネイロ・エスポルチ・クルービ（ポルトガル語: Audax Rio de Janeiro Esporte Clube）は、ブラジル・リオデジャネイロを本拠地とするサッカークラブ。
通称はグレミオ・オザスコ・アウダックスとの区別のためにアウダックス・リオ（Audax Rio）。かつてはセンダス・ポン・ジ・アスーカル・エスポルチ・クルービ（Sendas Pão de Açúcar Esporte Clube）と呼ばれていた。

## 歴史
2005年8月8日にセンダス・ポン・ジ・アスーカルECとして設立された。2007年にカンピオナート・カリオカ・セリエB2を制した。2010年にコパ・リオを制したため、2011年にカンピオナート・ブラジレイロ・セリエDに初参戦した。
2011年7月17日にアウダックス・リオデジャネイロECに改名、これに合わせてロゴやユニフォームも改められた。会長はこの改名をサポーターに身近なチームにするためだと語った。初参戦したカンピオナート・ブラジレイロ・セリエDは1次ラウンドで敗退した。
2012年にカンピオナート・カリオカ・セリエB1で2位を取り、2013年に初めてカンピオナート・カリオカに参戦した。

## 本拠地
本拠地はエスタジオ・アルトゥール・センダス。収容人数は1000人。

## 歴代所属選手
- ウィリアム・ピニェイロ・ロドリゲス 2011
- アリソン・リカルド・ファラミーリオ 2012
- チアゴ・マルチネッリ・ダ・シウバ 2014
- ワシントン・ルイス・マスカレニャス・シルバ 2014
- アドリエル・タデウ・フェヘイラ・ダ・シルバ 2018

## タイトル
- カンピオナート・カリオカ・セリエB2: 2007
- コパ・リオ: 2010
- タッサ・コルコヴァード: 2018